# Oxyethira falcata
Oxyethira falcata är en nattsländeart som beskrevs av Morton 1893. Oxyethira falcata ingår i släktet Oxyethira och familjen smånattsländor. Arten är reproducerande i Sverige. Inga underarter finns listade i Catalogue of Life.